# Eugenio Rebaudengo
Eugenio Carlo Angelo Rebaudengo, Conte (Torino, 29 giugno 1862 – Guarene, 14 aprile 1944), è stato un imprenditore e politico italiano.
Titolare di due grandi aziende agricole nel Monferrato, si dedica fin da giovane alla vita politica, cui porta il suo contributo di cattolico sociale ottocentesco. È stato consigliere e assessore comunale di Guarene, consigliere provinciale di Torino e Cuneo e deputato per tre legislature.
 Ha fatto parte dei consigli di amministrazione della FIAT, della Società Elettricità Alta Italia e della SNIA Viscosa di Milano, presidente del Comizio agrario di Torino, socio ordinario della Accademia d'agricoltura di Torino, membro del Consiglio superiore dell'agricoltura. Cooperatore salesiano, ha promosso la fondazione dell'Istituto Universitario Salesiano Torino Rebaudengo, acquistando il terreno sul quale è stato edificato.